# بطولة العالم للدراجات على المضمار 1981
بطولة العالم للدراجات على المضمار 1981 هي الدورة ال78 من بطولة العالم للدراجات على المضمار، أجريت في برنو، تشيكوسلوفاكيا.

## النتائج النهائية
| المسابقة                              | ذهبية                   | فضية                         | برونزية                     |
| ------------------------------------- | ----------------------- | ---------------------------- | --------------------------- |
| الرجال                                |                         |                              |                             |
| السرعة الفردية                        | كويتشي ناكانو (JPN)     | غوردون سينغلتون (CAN)        | كينجي تاكاهاشي (دراج) (JPN) |
| سباق المطاردة الفردية                 | آلان بوندو (فرنسا)      | هانز هنريك أورستد (الدنمارك) | Bert Oosterbosch (هولندا)   |
| سباق مطاردة الدراجة النارية للهواة    | ماتيوس برونك (NED)      | Rainer Podlesch (FRG)        | Max Hürzeler (SUI)          |
| سباق مطاردة الدراجة النارية للمحترفين | رينيه كوس (NED)         | Bruno Vicino (ITA)           | Wilfried Peffgen (FRG)      |
| الكيرين                               | داني كلارك (دراج) (AUS) | Guido Bontempi (ITA)         | Chiyoshi Kuno (JPN)         |
| سباق النقاط                           | Urs Freuler (SUI)       | داني كلارك (دراج) (AUS)      | جوزيبي ساروني (ITA)         |
| السيدات                               |                         |                              |                             |
| السرعة الفردية                        | شيلا يونغ (USA)         | Claudine Vierstraete (BEL)   | Claudia Lommatzsch (FRG)    |
| سباق المطاردة الفردية                 | نادسجا كيباردينا (URS)  | تمارا بولياكوفا (URS)        | جيني لونغو (FRA)            |